# Capitão Rapadura
Capitão Rapadura é um personagem fictício de histórias em quadrinho. Foi criado pelo cartunista cearense Hermínio Macedo Castelo Branco, o Mino.
Seu lema é "Capitão Rapadura, o herói que tudo atura". Ao contrário de outros heróis, o herói cearense se recusa a usar a violência para combater o mal e não possui muitos super poderes, apenas o poder de voar. Suas principais habilidades são, na verdade, a astúcia, a força de vontade e principalmente o bom humor. A rapadura é a fonte de suas forças.
Em pesquisa do jornal O Globo, Capitão Rapadura foi escolhido como sendo o mais próximo de um super-herói brasileiro.

## Primeira aparição
Ocorreu em 1973, no Almanque Mino, sob o título Capitão Rapadura contra a Peba da Aldeota. A intenção era satirizar a imensa quantidade de buracos na Aldeota (um dos principais bairro de Fortaleza).

## Revista Capitão Rapadura
Em 1997, Mino realizou uma parceria com o Graph It estúdios, onde Daniel Brandão, JJ Marreiro e Geraldo Borges receberam autorização para desenhar e até mesmo criar histórias para o personagem. Nascia assim, a Revista Capitão Rapadura, que teve 15 edições.
Com o fim da revista, Capitão Rapadura parrou a ter suas aventuras republicadas no Almanaque Capitão Rapadura e na revista.

## O retorno
Em 2003, Capitão Rapadura voltou a ser publicado regularmente na forma de tirinhas, no jornal Diário do Nordeste. Em 2013, foi lançado um álbum em homenagem aos 40 anos do personagem.